# Quitandinha
Quitandinha là một đô thị thuộc bang Paraná, Brasil. Đô thị này có diện tích 447,023 km², dân số năm 2007 là 16497 người, mật độ 35,6 người/km².